# Ferrazzano
Ferrazzano  är en stad och kommun i provinsen Campobasso, i regionen Molise i Italien. Kommunen hade 3 282 invånare (2018) och gränsar till kommunerna Campobasso, Campodipietra, Gildone samt Mirabello Sannitico.
Staden är en medeltida by som ligger på en kulle. Staden har ett litet slott. Den amerikanska skådespelaren Robert De Niros förfäder, (Giovanni di Niro och Angelina Mercurio) emigrerade till USA från Ferrazzano 1887.